# Cerro versus Rampla
O Clássico do Bairro (Clásico del Barrio), também conhecido como Clássico da Vila (Clásico de la Villa), é o segundo clássico mais antigo do Uruguai, sendo disputado entre o Rampla Juniors Fútbol Club e o Club Atlético Cerro.

## História

### O bairro
Os dois times se localizam no bairro Villa del Cerro, ao oeste de Montevidéu. No início do século XX, se formaram no bairro unidades de produção da indústria da carne, a principal atividade econômica do Uruguai. Com o passar dos anos, grandes frigoríficos se instalaram na região, com toda a economia dali girando em torno desses frigoríficos. Assim, o Cerro se tornou um bairro operário com esse caráter específico. Essa economia pujante atraiu uma grande população de imigrantes, sobretudo espanhóis, gregos, armênios, turcos e lituanos. Além do trabalho nos frigoríficos, eles também se dedicavam ao comércio. Com a abundância na oferta de empregos e uma rede de serviços bem completa, por muito tempo o Cerro teve um cotidiano independente do resto de Montevidéu. Isso rendeu uma identidade própria ao bairro e um forte sentimento de pertencimento que persiste até hoje entre os seus habitantes.

### Os picapiedras e os villeros
Fundado em 1914 na Ciudad Vieja, próximo ao porto de Montevidéu, o Rampla Juniors peregrinou até cruzar a Baía de Montevidéu em barco, única forma possível na época, e fixar-se no Cerro em 1919, já com sua típica vestimenta listrada em verde e vermelho. Em 30 de dezembro de 1923, inaugurou o próprio campo, batizado inicialmente de Parque Nelson e depois de Estádio Olímpico. Para construir o estádio localizado às margens do Rio da Prata, o clube teve que lapidar o terreno pedregoso. Do fruto desse esforço, nasceu o apelido que é a marca do clube: "Picapiedras".
Quase um ano depois, o rival teve sua gênesis. Parte dos habitantes, com um forte sentimento bairrista, não aceitava torcer para um clube que teve sua origem no outro lado da baía. Esse ainda é um dos principais argumentos dos villeros, como são conhecidos os torcedores do Cerro, na hora de reivindicar uma ligação mais profunda com o bairro. Eles alegam que o próprio escudo do Rampla, com a fortaleza no alto da montanha que empresta o nome ao lugar, é uma representação da visão que se tem alguém que observa o Cerro desde o outro lado da baía, e não a vista de quem vive no bairro. Então decidiram retomar os esforços que começaram em 1900 para a criação de um novo clube. Assim surgiu o Club Atlético Cerro, e na assembleia inaugural optaram pelo uniforme baseado em listras verticais brancas e azuis.

### As maiores conquistas da dupla
O Rampla Juniors se tornou campeão uruguaio em 1927, quando o futebol no país ainda estava em seu período amador. Ao lado do Nacional, os picapiedras se orgulham de ser o clube que forneceu jogadores para os títulos mundiais da seleção celeste: os dois torneios olímpicos (1924 e 1928) e as duas Copas do Mundo (1930 e 1950). Já as grandes campanhas do Cerro ficaram concentradas na década de 1960, quando foi, por quatro vezes seguidas, terceiro colocado no torneio nacional (1965, 1966, 1967 e 1968). Mas a principal campanha se deu em 1960, quando o Cerro liderou o campeonato inteiro e por cinco minutos não foi campeão. No final da última rodada, o Peñarol perdia por 2 a 0 contra o Racing, mas conseguiu a virada para 3 a 2, igualou a pontuação do Cerro e forçou uma partida desempate. No Estádio Centenario lotado, a primeira equipe campeã da Libertadores venceu o quadro cerrense por 3 a 1.

### Enfraquecimento esportivo
A partir da década de 1970, o bairro passou por transformações. A indústria da carne no país se reestruturou, abandonou o modelo de grandes plantas e priorizou as unidades menores, localizadas no interior do país e não mais próximas ao porto. Os grandes frigoríficos internacionais fecharam as portas, e isso afetou profundamente a economia local. Desde então, o bairro segue habitado majoritariamente por uma classe trabalhadora, mas que se viu obrigada a buscar empregos no centro da capital. De um universo praticamente autônomo, o Cerro se transformou em um bairro dormitório, dinâmica que persiste até hoje. Se os sucessos de Cerro e Rampla ficaram amarrados durante o auge da indústria da carne na Villa del Cerro, a derrocada econômica do bairro também acompanhou a crise vivida pelos dois clubes. Como os centros fabris estavam ao redor do bairro, dentro dele havia um grande número de comércios pujantes. Os donos desses comércios torciam para um ou para outro e colaboravam financeiramente. Quando muitos desses comércios fecharam as portas, Cerro e Rampla perderam o apoio financeiro. Desde então, ambos passaram a ocupar uma posição coadjuvante no futebol local, incapazes de fazer frente aos dois gigantes (Peñarol e Nacional). A exceção feita foram as boas campanhas recentes do Cerro, classificado para disputar os torneios continentais. Mesmo assim, jamais conseguiu chegar perto de repetir a façanha de 1960. O cenário do Rampla é pior, sempre preocupado com a parte de baixo da tabela.

### Bairro dividido em dois
As sedes dos dois clubes estão na Rua Grécia, separados apenas por um quarteirão. Andando por ali, nota-se a polarização entre os dois rivais nas fachadas dos imóveis, pintados em azul celeste ou em rubro-verde. Como não podem mais sonhar com os títulos nacionais, o clássico entre Cerro e Rampla ganhou contornos de um campeonato próprio.